# Abez
Abez (în rusă Абезь) este o localitate din Republica Komi din Federația Rusă unde a funcționat unul din lagărele Gulag ale centrului Vorkuta.
1. ↑  OKTMO